# А1 (дизель-поезд)
Ди́зель-по́езд А1 — серия дизель-поездов, ранее эксплуатировавшихся Сахалинским регионом Дальневосточной железной дороги.

## История
После освобождения Южного Сахалина в данном регионе осталась железнодорожная сеть с «японской» колеёй 1067 мм. Начиная с первых послевоенных лет пассажирские перевозки на ней выполняли трофейные японские автомотрисы. Однако к концу 50-х годов XX века в связи с расширением железнодорожной сети, ростом численности пассажирских перевозок и постепенным износом действующего подвижного состава, требовались уже более современные средства перевозки пассажиров. На неэлектрифицированной железной дороге, такой как Сахалинская, это могли быть только дизель-поезда. Советская промышленность в те годы ещё не выпускала дизель-поезда, а везти в такой дальний регион дизель-поезда венгерского производства и переделывать их на узкую колею было нецелесообразно. Поэтому в 1960 году в Японии был размещён заказ на постройку дизель-поездов для сахалинской колеи 1067 мм. В 1961 году было получено 8 составов по 4 вагона в каждом. Дизель-поездам этой серии было присвоено обозначение А1. В дальнейшем они эксплуатировались на Сахалинской железной дороге более двух десятков лет и были сняты с пассажирских перевозок в конце 80-х годов, после чего их заменили дизель-поезда серии Д2.